# Überwachsener See
Das Gebiet Überwachsener See war ein mit Verordnung vom 21. Dezember 1973 ausgewiesenes Naturschutzgebiet (NSG-Nummer 4.069) im Gebiet der baden-württembergischen Gemeinde Wilhelmsdorf im Landkreis Ravensburg in Deutschland. Es ist am 9. Januar 2017 im Naturschutzgebiet Pfrunger-Burgweiler Ried aufgegangen.

## Lage
Das rund 2,5 Hektar große Naturschutzgebiet Überwachsener See war Bestandteil der Landschaft des Pfrunger-Burgweiler Rieds. Er lag etwa 800 Meter nördlich der Wilhelmsdorfer Ortsmitte auf einer Höhe von 616 m ü. NN und gehörte naturräumlich zum Oberschwäbischen Hügelland.

## Schutzzweck
Wesentlicher Schutzzweck war die Erhaltung eines „verlandeten Sees, der zu Beginn des 20. Jahrhunderts in seinem Nordteil noch kleinere offene Wasserflächen hatte“. Heute ist die gesamte Seefläche von einem Schwingrasen überwachsen, an einigen Stellen hat sich auf Schwingrasen durch Anflug ein lichtes Weiden-Birken-Gebüsch, bestehend aus Moorbirke, Waldkiefer, Faulbaum und verschiedenen Weidenarten, eingefunden.

## Flora und Fauna

### Flora
Aus der schützenswerten Flora sind folgende Pflanzenarten (Auswahl) zu nennen:
- Bäume
  - Asch-Weide (Salix cinerea), auch „Grau-Weide“ genannt
  - Moorspirke (Pinus mugo subsp. rotundata)
  - Faulbaum (Frangula alnus)
  - Moor-Birke (Betula pubescens)
  - Ohr-Weide, Öhrchen-Weide oder Salbei-Weide (Salix aurita)
  - Strauch-Birke (Betula humilis), auch „Niedrige Birke“ genannt
  - Waldkiefer (Pinus sylvestris)
- Flechten
  - Evernia prunastri, eine Flechte, die strauchförmig auf Bäumen wächst
  - Gewöhnlicher Baumbart (Usnea filipendula)
- Gräser
  - Breitblättriger Rohrkolben (Typha latifolia)
  - Davalls Segge (Carex davalliana)
  - Draht-Segge (Carex diandra)
  - Faden-Segge (Carex lasiocarpa)
  - Fadenwurzelige Segge (Carex chordorrhiza)
  - Floh-Segge (Carex pulicaris)
  - Rostrotes Kopfried (Schoenus ferrugineus), auch „Kopfbinse“ genannt
  - Schilfrohr (Phragmites australis)
  - Schlamm-Segge (Carex limosa), eine im Rückgang befindliche Art der Sauergrasgewächse
  - Schlankes Wollgras (Eriophorum gracile)
  - Steife Segge (Carex elata)
- Moose
  - Sphagnum angustifolium
  - Magellans Torfmoos (Sphagnum magellanicum)[2] oder „Mittleres Torfmoos“[3]
  - Strohgelbes Schönmoos (Straminergon stramineum)
  - Stumpfblättriges Torfmoos (Sphagnum obtusum); hier das in Süddeutschland am weitesten westlich gelegene Vorkommen
  - Sumpf-Streifensternmoos (Aulacomnium palustre)
- Sonstige
  - Gewöhnliche Simsenlilie (Tofieldia calyculata)
  - Mehlprimel (Primula farinosa) oder „Mehlige Schlüsselblume“
  - Sumpfdotterblume (Caltha palustris)
  - Sumpf-Blutauge (Potentilla palustris)
  - Sumpf-Stendelwurz (Epipactis palustris)
  - Sumpf-Veilchen (Viola palustris)